# Grataż

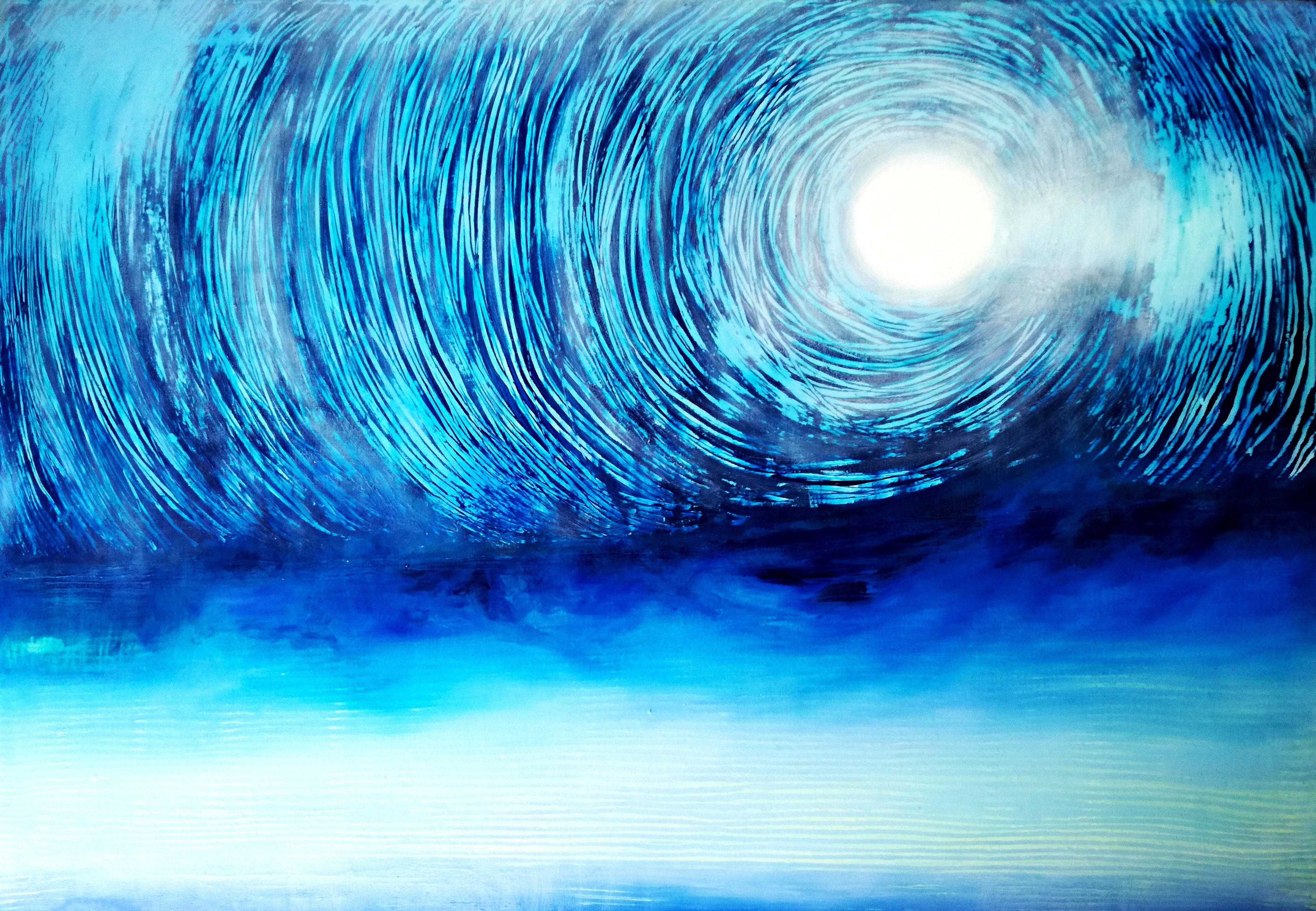
Grataż

Grataż (franc. grattage, drapanie) – technika malarska polegająca na zdrapywaniu farby z płótna, wymyślona przez Joana Miró i Maxa Ernsta około 1926 roku.

## Przykłady

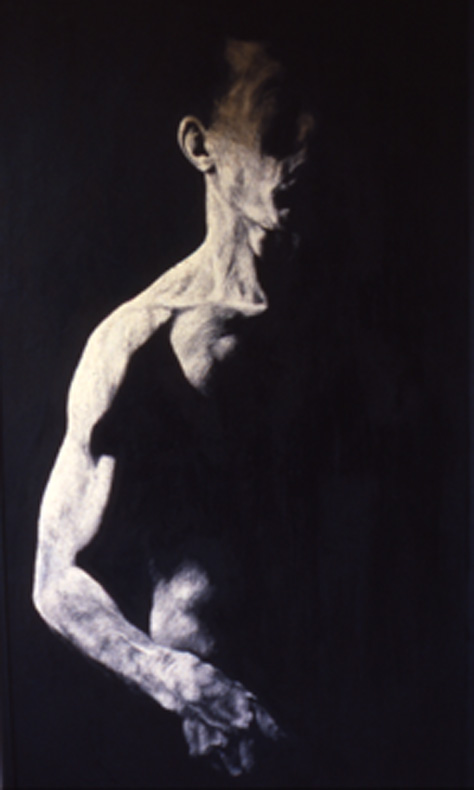
Richard Rappaport Scratch nude
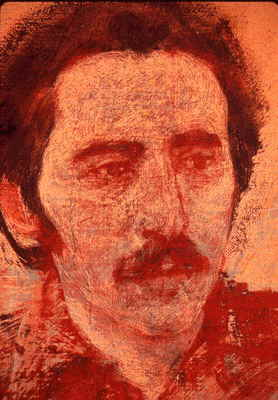
Richard Rappaport Portrait of Luke
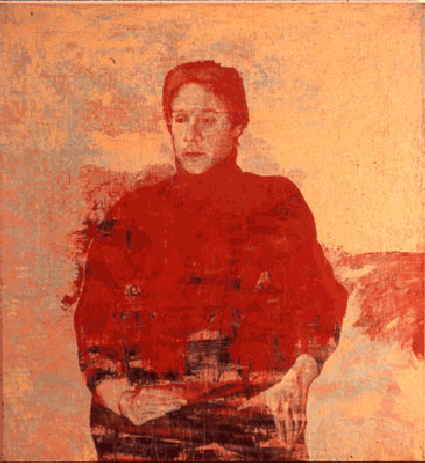
Richard Rappaport Portrait of Dean Brown